# 圣马里波恩教堂
圣马里波恩教堂（St Marylebone Parish Church）是一座圣公会教堂，位于西敏市马里波恩路，目前的教堂由托马斯·哈德威克设计，建于1813-17年。最初的教堂位于较南面的地方，靠近牛津街，1400年拆除。马里波恩地区得名于此教堂。